# Acid - Delirio dei sensi
Acid - Delirio dei sensi è un film del 1968, diretto da Giuseppe Maria Scotese.

## Trama
Il film, ambientato quasi tutto a New York, narra della vita di alcuni giovani della fine degli Anni Sessanta: dell'uso che essi fanno di svariate droghe, tra cui il tremendo LSD, della loro vita sessuale e della loro libertà di costume e di pensiero.